# Povijest Jemena
Jemen je zemlja na čijem su tlu nastale jedne od najstarijih civilizacija na Bliskom istoku. Njegova relativna plodna zemlja i dovoljna količina kiša, omogućila je da se tu održi stabilna populacija. Sve je to prepoznao i drevni grčki geograf Ptolomej koji je za Jemen rekao da je Eudaimon Arabia (latinski: Arabia Felix = Sretna Arabija).
Između 12. stoljeća i 6. stoljeća pr. Kr. u Jemenu je prevladavalo šest tadašnjih kraljevstava; Minejsko, Kataban, Ausansko, Hadramautsko, Sabejsko i Himjarsko koja su čas ratovala jedna protiv drugih, ili sklapala savezništva, a sve zbog kontrole nad karavanskim Putem tamjana i dominacije u lukrativnoj trgovini mirodijama.
Jemen je 630. god. među prvima prihvatio islam i postao dio muslimanskog 
univerzuma.
Jemenske pustinje Rub' al Khali i Sajhad bile su kolijevka nomadskih plemena Semita koja su migrirala na sjever i naselila Akad, iz kojeg su kasnije prodrli do Mezopotamije i na kraju osvojili Sumer 2300. pr. Kr., i asimilirali sirijske Amorite.

## Prapovijest
Prema nekim hipotezama, Arapi Južne Arabije ujedinili su se oko 3. tisučljeće pr. Kr. pod vodstvom jemenskog semitskog plemena Katani. Katani su bili dominantni u Jemenu od 2300. pr. Kr. do 800. pr. Kr., no o tom razdoblju malo je znano, jer je južnoarapske Semite razdvajala ogromna pustinja Rub' al Khali od mezopotamskih Semita (Sumerani), a oni u tom vremenu nisu imali nikakvog pisma na kojem bi zapisali svoju povijest. Ipak je poznato da su se plovili i trgovali uz obale Crvenog mora, što ih je dovelo do kontakta s Feničanima od kojih su preuzeli njihovo pismo i prilagodili ga sebi oko 800. pr. Kr. te počeli pisati svoju povijest.
Semitska kultura Tihama trajala je od 1500. – 1200. pr. Kr., taj kulturni krug nastao u jemenskoj Tihami  proširio se na sjevernu Etiopiju i Eritreju (posebno po Tigraju, središnjoj Eritreji, i obalnom području Adulis), nakon tog jemenski Semiti počeli su naseljavati i Etiopsku visoravan. Njihove kolonije će do punog izražaja doći od 8. stoljeća pr. Kr., kad su se iz njih možda razvila kraljevstva Damot i Kraljevstvo Aksum

## Jemenska antička kraljevstva

### Sabejsko kraljevstvo
Za vrijeme dominacije Sabejaca od 8. stoljeća pr. Kr. do 275. zbio se procvat poljoprivrede i trgovine, tako da je njihovo kraljevstvo bilo sinonim za bogatstvo i blagostanje. 
Saba se prostirala po današnjem Asiru (regija u jugozapadnom Jemenu), njihova prijestolnica Marib, bila je blizu današnjeg glavnog grada Jemena Sane. Po legendi, najstariji sin Noe - Šem, osnovao grad Marib.
Tijekom 8. i 7. stoljeća pr. Kr. došlo je do bliskog kontakta između Kraljevstva Damot  na tlu današnje Eritreje i sjeverne Etiopije i Kraljevstva Saba. To kraljevstvo bilo je autohtono, no neki pronađeni natpisi s kraljevog dvora pisani na proto-etiosemitskom, i brojni sabejski imigranti po Damotu koji se navode u tim natpisima, jasno govore o velikom utjecaju Sabe na Damot.
Bogatsvo Kraljevstva Saba počivalo je na robovlasničkoj poljoprivredi, koja se odlični razvila (za to vrijeme) zbog naprednog sistema navodnjavanja, koji se sastojao od velikih akumulacijskih jezera po planinskim vadijima i tunela koji su vodili iz njih do polja. Najimpresivnija brana iz tog razdoblja je poznata Brana Marib izgrađena oko 700. pr. Kr., koja je služila za navodnjavanje oko 25.000 hektara (100 km2) preko jednog tisućljeća dok se nije urušila 570. nakon nekoliko stoljeća nebrige.
Sabejsko kraljevstvo, postojalo je gotovo punih 14 stoljeća, ono se spominje i u Starom zavjetu.

### Hadramautsko Kraljevstvo
Prvi poznati natpis o Hadramautskog Kraljevstvu je iz 8. stoljeća pr. Kr. to je u stvari sabejski zapis u kojem se navodi da je vladar Hadramauta - Jadail saveznik sabejskog vladara Karabil Vatara. Kad je Minejsko kraljevstvo preotelo kontrolu nad karavanskim putevima u 4. stoljeće pr. Kr. Sabi, Hadramaut je postao njihov konfederalni saveznik, vođen tgovačkim interesima. 
Nakon tog se Hadramaut potpuno oasamostalio, ali je od tada bio stalna meta napada moćnog 
susjednog Kraljevstva Himjar od kraja 1. stoljeća pr. Kr., kojima se uspješno othrvao. Hadramaut je svoj zenit imao sredinom 2. st. kad je uspio sebi pripojiti susjedno istočno Kraljevstvo Kataban. Ali i tad je Hadramaut bio u neprekidnim ratovima sa susjednim kraljevstvima Himjar i Saba. Sabejski kralj Šajrum Avtar je čak uspio zauzeti hadramautsku prijestolnicu i kraljev dvor u Šabvi - 225. godine.
U to vrijeme pojavljuje se i novi subjekt u borbi za kontrolu Jemena Kraljevstvo Aksum iz 
Etiopije s kojim se Hadramaut morao boriti kao saveznik Sabe.
Kraljevstvo Hadramaut uspjelo se održati sve do  3. stoljećaa, na kraju ga je zauzeo himjarski kralj Šamar Juhariš, koji je tako uspio ujediniti cijeli jug Jemena.

### Kraljevstvo Ausan
Malo Kraljevstvo Ausan s prijestolnicom u Hagar Jahiru postalo je značajno u 3. stoljeća pr. Kr kada je uspjelo steći nadzor nad obalom središnjeg Jemena i ugroziti Sabu. Sabejski mukarib Karib il Vatar I., poduzeo je veliku ofenzivu na Ausan oko 685. pr. Kr. razorio prijestolnicu i zauzeo ga.

### Kraljevstvo Kataban
Kraljevstvo Kataban postojalo je od 4. stoljeća pr. Kr. do 2. stoljeća pr. Kr. i bilo je jedno od antičkih jemenskih kraljevstva nastalih u dolini Vadi Beihan. Poput ostalih hadramautskih kraljevina i njihov prosperitet počivao je na kontroli karavanskog Put tamjana i naplate taksi za prolaz. Njihova prijestolnica Timna bila je važna međustanica na karavanskom putu kroz Hadramaut za Sabu i Minej. Vrhovno božanstvo Katabanaca bio je Amm (Ujak), a oni su sami sebe nazivali djecom Amma.

### Minejsko kraljevstvo
Prva prijestolnica Minejskog kraljevstva bio je Jathil (današnji Barakiš), a kasnije Karna (današnja Sada u muhafazi al-Džauf. Minejski zenit bio je tijekom 3. stoljeća pr. Kr. kad su Minejci uspjeli zadobiti nadzor na velikim dijelom karavanskog Puta tamjana, proširivši svoju vlast i na saudijske gradove u Nadžranu, Asiru i Hidžazu. Kraljevstvo Minej propalo je početkom 2. stoljeća kad su njihovi gradovi podpali pod Kataban.

### Himjarsko Kraljevstvo
Najmlađe jemensko antičko kraljevstvo - Himjar prvo je uspjelo ovladati cijelim Jemenom i steći kontrolu nad Crvenim morem i obalama Adenskog zaljeva. Oni su iz svoje prijestolnice Zafar, kretali na uspješne ofanzive i postupno proširili svoju vlast na istok do Perzijskog zaljeva i na sjever do Velike arapske pustinje.
Na početku 3. stoljeća, jemenska kraljevstva bila su u stalnim međusobnim ratovima, tad se aksumski kralj Gadarat počeo se miješati u jemenske prilike. Prvo je sklopio savez sa Sabom, himjarski tekstovi govore da su tada i Hadramaut i Kataban bili u savezu protiv Himjara. Tako da je Aksum lako zauzeo Tihamu i himjarsku prijestolnicu Zafar u prvom kvartalu 3. stoljeća.
Međutim taj savez nije dugo trajao, sabejski kralj Šajrum Avtar neočekivano je raskinuo savezništvo s Hadramautom  i napao ga zauzevši njihovu prijestolnicu Šabvu u 225. Himjar je zatim u savezu sa Sabom napao na aksumski teritorij i preoteo svoju prijestolnicu Zafar i potisnuo Aksum na uski obalni pojas Tihamu.
Iz svoje prijestolnice Zafar (danas malo selo u muhafazi Ibb) oni su malo pomalo zauzeli Sabejsko kraljevstvo i postali gospodari Jemena. Himjarski kralj Jusuf Asar Jatar (Du Nuvas) prihvatio je judaizam početkom 6. stoljeća i počeo s progonom kršćana.
To je ogorčilo aksumskog kralja Kaleba, koji je uz pomoć bizantskog cara Justina I. napao i okupirao Himjarsko Kraljevstvo. Oko pedeset godina kasnije, nasljednik himjarskih kraljeva; Sajfu ibn Di Jazan zatražio je pomoć perzijskog kralja Hozroja I. da protjera Aksum iz Jemena.

### Kraljevstvo Aksum
Nakon okupacije Himjara i ubojstva njihova kralja Du Nuvasa, aksumski kralj 
Kaleb, postavio je himjarca Sumjafu Ašvu kao svog potkralja. On je vladao do 525., tad ga je svrgnuo aksumski general (ili vojnik i bivši rob) Abraha uz pomoć etiopskih nezadovoljnih vojnika. Prema kasnijim arapskim tekstovima, Kaleb je poslao vojsku od 3.000 ljudi da svrgne Abrahu, ali mu misija nije uspjela jer su vojnici ubili zapovjednike i prebjegli Abrahi.
Za vrijeme svoje vladavine, Abraha je organizirao radove na popravku Branu Marib 543., i primio perzijske i bizantske poslanike. Vladao je do 547., kad ga je naslijedio njegov sin - Aksum ("Jaksum" po arapskom izvorima), kojeg je svrgnuo njegov brat Masruk posljednji aksumski vladar u Jemenu kojeg je po legendi ubio sasanidski general Vahriz 570. To je bio kraj aksumske vladavine u Jemenu.
Kasnije arapski izvori navode da je Abraha izgradio veliku crkvu al-Kulajs u Sani, kako bi zaustavio hodočašća u Kabu, kao i to da je umro 570. nakon neuspjelog napada na Meku.

## Jemen pod Sasanidima
Sasanidski kralj Hozroje I. poslao je svoje trupe pod zapovjedništvom Vahriza, da pomognu himjarskom kralju Sajfu ibn Di Jazanu izbaciti etiopske aksumite iz Jemena. Nakon protjerivanja aksumita Jemen i cijela južna Arabija ušle su u sferu sasanidskog utjecaja, kao njihovi vazali. Sasanidi su poslali još jednu vojsku u Jemen, tako da je 597. / 598. južna Arabija postala pokrajina Sasanidskog Carstvo pod upravom perzijskog satrapa Badhana. Nakon što su Sasanidi ubili posljednjeg himjarskog kralja Di Jazana, Jemen je podijeljen na određeni broj autonomnih kraljevstva.
Ovakav razvoj događaja bio je rezultat ekspanzivne politike koju je vodio sasanidski kralj Hozroje II. Parviz (590. – 628.), čiji je cilj bio osigurati svoje carstvo u pograničnom području kao što je Jemen, i ne dozvoliti Bizantu da se tu ustali. Nakon smrti Hozroja II.  628., sasanidski satrap južne Arabije - Badhan, prešao je na islam, a s njim i cijeli Jemen.

## Jemen u doba islama
Islam se proširio po Jemenu već oko 630., još za života osnivača islama, proroka
Muhameda, u vrijeme dok je Jemenom vladao perzijski satrap Badhan. Nakon toga Jemen je postao dio prvog arapsko -islamskog kalifata, dio islamskog univerzuma.
U planinama bivšeg Sjevernog Jemena s vremenom se oformio jedan oblik teokratske vlasti kojem su na čelu bili lokalni imami, najčešće iz muslimanske sekte Zejdita. Taj oblik vladavine zadržao se do 20. stoljeća. Imam iz  Sade - Jahja al-Hadi al-ila Hak I. (vladao od 893. do 911.) uspio je osnovati vlastitu zejditsku dinastiju koja se održala sve do druge polovice 20. stoljećaa.
Ipak je srednjovjekovna povijest Jemena zamršena kronika borbi za vlast među 
lokalnim imamima. Egipatski Fatimidi pomogli su šijitskim Ismailijama da održe dominaciju nad Jemenom u 11. stoljeću. Ajubidski sultan Saladin ovladao je Jemenom 1173.
Nakon tog Jemenom vlada dinastija Rasulida iz svoje prijestolnice Zabid od približno 1230. do 15. stoljeća. Od 1516. Jemenom vladaju egipatski Mamluci, ali već sljedeće godine, osmanska vojska preuzela je vlast u Jemenu. Najveći otpor njihovoj vlasti dolazio je od zejditskog imama Al-Mansur al-Kasima iz Sane, tako da su Osmanlije izgubile kontrolu nad unutrašnjosti Jemena oko 1630. Od tada pa sve do 19. stoljeća, zadržali su nadzor samo u pojedinim lukama u Tihami, dok su u jemenskom gorju uglavnom vladali zejditski imami.

## Jemen u19. stoljeću
Zejditski Imamat urušio se početkom u 19. stoljeću sam od sebe zbog unutrašnjih podjela i borbi. Tad se vratilo Osmansko carstvo i ponovno zauzelo luke uz Crveno more 1830-ih, na kraju su zauzeli i Sanu. Ovaj put osmanska vojska bila je znatno bolje naoružana nakon Krimskog rata u kojem su dobili veliku pomoć od Velike Britanije.
Britanski interes za područje koje će kasnije postati Južni Jemen, počeo je rasti početkom 19. stoljeća, oni su kupili od sultana Lahidža luku Aden, u koju su se 1832., iskrcali Kraljevski marinci, da spriječe piratske napade na brodove, ali i da osiguraju sigurnu međustanicu za opskrbu svojih brodova na putu za Indiju. Grad Aden postao je 1839. protektorat, a Britanija je ugovorima o zaštiti s lokalnim jemenskim plemenskim vođama počela širiti zonu svog uticaja i posredne vlasti na čitav prostor Južnog Jemena.
Značaj luke Aden narastao je nakon otvaranja Sueskog kanala 1869. i povećanog prometa brodova na putu iz Crvenog mora do Indije, luka Aden postala je važna stanica za utovar uglja i ostalog brodskog provijanta.
Osmansko carstvo i Velika Britanija konačno su uspostavili granicu između Sjevernog i Južnog Jemena ugovorom iz 1904. Ali unutrašne granice između brojnih sultanata, šeikata i nezavisnih gradova nikada nisu jasno utvrđene a jemenska plemena se na njih ionako nisu obazirala. Situacija da Jemenom vladaju dva udaljena carstva išla je na ruku zejditskim imamima koji su dobili podršku naroda za borbu protiv zajedničkih neprijatelja, tako da se 1905. razmahala gerilska borba a izbila je i popuna u Gornjem Jemenu među zejditskim plemenima.
Od prvog ugovora o zaštiti sklopljenog s hadramskim Sultanatom 
Mahra Kišn i Sokotra 1886. godine, Britanija je polako radila na formaliziranju svojih ugovora o zaštiti, ukupno je zakjučila 30 ugovora, od kojih je zadnji potpisan 1954. godine.
Tako je stvoren Protektorat Aden prostor podijeljen na brojne sultanate, emirate i šeikate, koji je kasnije administrativne podijeljen na Istočni i Zapadni Adenski protektorat.

## Jemen u 20. stoljeću
Osmanski suverenitet nad Sjevernim Jemenom bio je ograničen na veće gradove u Tihami i Sanu dok je vlast u Gornjem Jemenu ostala praktički u rukama zejditskih imama. Zadnji turski vojnici povukli su se 1918.,  u tom trenutku je najmoćniji zejditski imam Jahja Muhamed proširio svoju vlast nad cijelim Sjevernim Jemenom i osnovao svoje teokratsko Mutaveklijsko kraljevstvo Jemen.
Situacija u Južnom Jemenu, bila je potpuno drukčija. Luka Aden, bila je formalno u sastavu 
britanske kolonije Britanske Indije sve do 1937., kad je grad službeno postao  Britanska krunska kolonija Aden. Brojni sultanati u zaleđu Adena i u Hadramautu formalno su postali nezavisne feudalne države, ali su preko ugovora o zaštiti bili pod britanskom vlašću. To je nakraju i formalizirano osnivanjem Protektorata Aden iz kojeg je kasnije nastao Južni Jemen. Privredni razvoj Južnog Jemena, uvelike je ovisio o luci Aden, koja je procvjetala nakon otkrića nafte na Arapskom poluotoku 1930-ih, ali je ostatak Adenskog protektorata je ostao potpuno nerazvijen .
Sjeverni Jemen postao je član Arapske lige 1945. a Ujedinjenih naroda u 1947.
Imam Jahja je umro je za vrijeme neuspjelog pokušaja državnog udara 1948., a naslijedio ga je sin Ahmed bin Jahja. Njegova vladavina bila je obilježena rastućim represijom, obnovom neprijateljstava s Ujedinjenim kraljevstvom, zbog njihove prisutnosti na jugu, i rastućim pritiskom mladih arapskih nacionalista na njega. Oni su bili oduševljeni pristaše mladog egipatskog predsjednika Gamala Abdela Nasera i htjeli da i Jemen slijedi te ciljeve.
Ohrabreni nastupom egipatskog predsjednika Nasera protiv britanske kolonijalne vladavine na Bliskom istoku, i u Jemenu su narasle snage koje su ultimativno zahtijevale da Velika Britanija napusti Južni Jemen. Naser je uspio stvoriti Ujedinjenu Arapsku Republiku, u koju je ušlo i Mutaveklijsko kraljevstvo Jemen 1958., pored Sirije i Egipta. Na ovaj egipatski potez, Britanija je odgovorila pretvaranjem Protektorata Aden u Federaciju Arapskih Emirata Juga u koju je 11. veljače 1959. ušlo prvih šest članica. Do 4. travnja 1962. toj federaciji pridružilo se još devet članica, tad se pretvorila u Južnoarapsku Federaciju, kojoj se pridružila Kolonija Aden 13. siječnja 1963. Istočni sultanati iz Hadramauta odbili su se priključiti toj federaciji i osnovali svoj Južnoarapski Protektorat - koji je bio nastavak starijeg i puno konzervativnija tvorevina.

### Jemen1960-ih
Ubrzo nakon preuzimanja vlasti 1962., Ahmadovog sina - Muhameda al-Badra svrgnuli su s vlasti mladi časnici i školovani u Egiptu, oduševljeni naseristi. Oni su preuzeli nadzor nad Sanom i osnovali Arapsku Republiku Jemen. Egipat koji je stajao iza te republike, poslao je svoje vojnike, kao pomoć u borbi protiv snaga lojalnih kralju Badru kojeg su podržavali Saudijska Arabija i Jordan i posredno Velika Britanija. Od tad je Sjeverni Jemen bio u građanskom ratu sve do 1967., kad su se egipatski vojnici povukli.
Građanski rat iz Sjevernog Jemena se 1963. preselio preko granice u Južni Jemen, kad je osnovana Nacionalna oslobodilačka fronta (engleski: National Liberation Front - NLF)). Neprijateljstva su otpočela napadom NLF-a na britanskog Visokog komesara 10. prosinca 1963., u kojem je ubijena jedna osoba, i ranjeno pedeset drugih.
Nakon tog napada proglašeno je izvanredno stanje, koje praktički nije ukinuto do 1967.
U siječnju 1964., britanska vojska prebacila je težište svoje borbe u Planine Radfan,  pogranično područje prema Sjevernom Jemenu, nastojeći presjeći veze gerilaca s egipatskim snagama u Sjevernom Jemenu. Do listopada mjeseca uspjeli su u svojoj namjeri, ali je tad Nacionalni oslobodilački front prebacio svoju aktivnost na bombaške napade na vojnike i policajce izvan dužnosti, po Jemenskim gradovima.
Nova britanska vlada laburista Harolda Wilsona  najavila je 1964., kompletnu predaju vlasti Federaciji Južne Arabije 1968., ali uz uvjet da britanski vojnici ostanu u Adenu. Borbe su se intenzivirirale 1964., kad je bilo oko 280 gerilskih napada, da bi 1965. njihov broj narastao na 500, stanje se još više zakompliciralo kad je osnovana uz pomoć sjevernjačkih socijalista Fronta za oslobođenje okupiranog Južnog Jemena (engleski: Front for the Liberation of Occupied South Yemen -FLOSY) koji nije napadao samo britanske snage već i suparnički prosovjetski NLF.
1. siječnja 1967., izbili su masovni neredi u gradu Adenu, iza kojih su stajali aktivisti NLF-a i FLOSY-a koji su se unatoč naporima britanske vojske produžili do sredine veljače. U tom razdoblju bilo je mnogo napada na britanske trupe i zrakoplovi Aden Airlinesa Douglas DC-3, koji je srušen u zraku sa svim putnicima. U isto vrijeme, izbijale su i borbe između FLOSY-a i NLF-a s velikim brojem žrtava.
Zatvaranje Sueskog kanala 1967. bio je dodatni razlog Britancima da se definitivno odreknu Kolonije Aden.
Veliki incident zbio se 20. lipnja 1967., kad je došlo do masovne pobune u vojsci Federacije Južne Arabije koja se proširila i na policiju. Red su uspostavile britanske jedinice.
Učestali gerilski napadi posebno oni NLF primorali su britansku vladu da povuče svoje vojnike prije planiranog roka, tako da su Kraljevski marinci kao posljednji napustili Aden studenoga 1967., ranije nego što je predviđao plan Harolda Wilsona i bez Sporazuma o prijelaznoj vlasti. Odmah po njihovu odlasku vlast je preuzela Narodno oslobodilačka fronta (NLF) i proglasila Demokratsku Narodnu Republiku Jemen 30. studenog 1967. godine. Već u lipnju 1969. radikalno (marksističko) krilo NLF uspjelo je uz pomoć vojske preuzeti vlast u Južnom Jemenu.
S druge strane završen je građanski rat u Sjevernom Jemenu 1968. Nakon povlačanja egipatskih vojnika 1967., rojalističke snage pomagane od Saudijske Arabije u završnim operacijama su opkolile Sanu. Opkoljeni republikanci, predali su se nakon višemjesečne opsade, nakon tog je Saudijska Arabija priznala Arapsku Republiku Jemen.

### Jemen1970-ih
Narodno oslobodilačka fronta je 1. prosinca 1970., promijenila ime zemlje u 
Narodna demokratska republika Jemen (NDRJ), i po uzoru na ostale socijalističke zemlje, stalo provoditi reforme. Jedna od prvih bila je da su sve dotadašnje političke stranke ujedinjene u Jemenskom socijalističkom strankom (JSS), koja je postala jedina legalna stranka.
NDRJ je uspostavio bliske odnose s tadašnjim socijalističkim zemljama, posebno sa SSSRom, Narodnom Republikom Kinom, Kubom, Istočnom Njemačkom i Palestinskom oslobodilačkom organizacijom. SSSR je osobito radio na jačanju jemenske vojske, zauzvrat je Južni Jemen ustupio svoje luke sovjetskoj mornarici.
Za razliku od ostalih podijeljenih zemalja iz doba hladnog rata Istočna Njemačka - Zapadna Njemačka, Sjeverna Koreja - Južna Koreja, dvije jemenske države ostale su u relativno dobrim odnosima tako da su 1972. objavile da će se ujediniti.
Odnosi su se pogoršali 1979., i samo je intervencija Arapske lige spriječila izbijanje rata između dvije zemlje, Liga je uspjela sazvati sastanak dviju jemenskih vlada u Kuvajtu na kojem su nesuglasice izglađene u ožujku 1979.
Vlada Demokratske Narodne Republike Jemen željela je postati dominantna snaga u Jemenu nakon ujedinjenja, zbog toga je pojačala pomoć lijevo orijentiranim snagama u Sjevernom Jemenu.

### Jemen u1980-im
Predsjednik Demokratske Narodne Republike Jemen - Abdul Fatah Ismail, bio je prisiljen dati ostavku i otišao u egzil 1980. Njegov nasljednik - Ali Nasir Muhamed, bio je daleko pomirljiviji s prozapadnim susjedima; Sjevernim Jemenom i Omanom i činilo se da zemlja plovi u mirnije vode. Nevolje su otpočele su 13. siječnja 1986. kad se vratio u zemlju Abdul Fatah Ismail, njegove pristaše otpočele su oružanu borbu, želivši ga tako vratiti na vlast. Borbe između pobunjenika i vladinih snaga trajale više od mjesec dana, rezultat je bio tisuće poginulih, vojni puč kojim je svrgnut Ali Nasir i ubojstvo Abdula Fataha Ismaila. Oko 60.000 ljudi, uključujući i svrgnutog predsjednika Ali Nasira, pobjeglo je u Sjeverni Jemen. Novi glavni tajnik Jemenske socijalističke stranke i predsjednik Jemena postao je Ali Salim al-Beidh, jedini član politbiroa koji je bio naklonjen Ali Nasiru.
Nakon tog su obje vlade 1972. ponovno potvrdile deklaraciju o ujedinjenju, ali je malo tog napravljeno i odnosi između dvije zemlje ostali su zategnuti.
U svibnju 1988., došlo je do znatnog smanjenja napetosti između vlada Sjevera i Juga, obnovljeni su pregovori o ujedinjenju, osnovana je demilitarizirana zona duž granice, dozvoljen je prelazak granice bez pasoša i provedene druge mjere koje su dovele do znatno povoljnije klime. 
Sve je to dovelo do potpisivanja Ugovora o ujedinjenju u studenome 1989., kojeg su potpisali predsjednik Ali Abdulah Saleh u ime Sjevernog i Ali Salim al-Baidh u ime Južnog Jemena, usvojen je i nacrt budućeg ustava zajedničke države, čija je izrada započela još 1981.

### Ujedinjenje Jemena1990-ih
Ujedinjena Republika Jemen, proglašena je 22. svibnja 1990. sjevernjački predsjednik Saleh postao je predsjednik a južnjački al-Baidh potpredsjednik. Tako je po prvi put nakon puno stoljeća, Jemen bio politički ujedinjen. Ostavljeno je 30-mjesečno prijelazno razdoblje, za proces ujedinjenja dva politička i gospodarska sustava. Izabrano je Predsjedničko vijeće, kojeg su izabrali 26 članova Savjetničkog vijeća sa Sjevera i 17 člana Prezidija s Juga. Predsjedničko vijeće imenovalo je premijera, koji je formirao svoju vladu. Istovremeno je oformljen privremeni zajednički parlament s 301 mjesta, u koji je ušlo 159 zastupnika sa sjevera, i 111 zastupnika s juga te 31 nezavisnih poslanika koje je imenovalo Predsjedničko vijeće.
Ustav zajedničke države usuglašen je svibnja 1990., a birači su ga odobrili svibnja 1991. godine. Nadnevak 22. svibnja obilježava se kao Dan jedinstva. Ustav je jamčio slobodne izbore, višestranački politički sustav, pravo privatnog vlasništva, jednakost pred zakonom, i poštovanje temeljnih ljudskih prava. Parlamentarni izbori održani su 27. travnja 1993.
Skupina međunarodnih promatrača pomogla je u organizaciji i promatranju izbora. Na tim izborima je Svejemenski narodni kongres (stranka sjevernjačkog predsjednika Saleha) osvojio 143 mjesta, 69 mjesta dobila je Jemenska socijalistička stranka (dotad vladajuća stranka u Južnom Jemenu), 63 Stranka Islaah (stranka sastavljena od raznih jemenskih plemenskih i vjerskih skupina okupljenih oko programa reforma društva), 11 mjesta osvojili su pripadnici 3 manje stranke (Baas, Naseristi, Al Hak), a 15 mjesta nezavisni kandidati.
Stranka Islaah je ušla u vladajuću koaliciju, koja se ubrzo raspala kad je čelnik Islaaha, potpredsjednik vlade Ali Salim al-Bid otišao u Aden početkom kolovoza 1993., zbog sukoba u vladi. Nakon toga se pogoršala sigurnosna situacija u zemlji, i ponovno je zavladao plemenski mentalitet kod rješavanja konfliktnih situacija.

### Jemenski građanski rat1994.
Hajdar Abu Bakr Al-Atas, bivši premijer Demokratska Narodna Republika Jemen 
nastavio je vršiti dužnost premijera zajedničke države, ali je njegova vlada je bila neefikasna zbog velikog političkog otpora u zemlji, naročito na sjeveru. S druge strane, nastavljeni su pregovori između sjevernih i južnih političara, na kraju je to rezultiralo potpisivanjem dokumenta o Suradnji u Ammanu, Jordan je 20. veljače 1994. Unatoč tome, napetosti su rasle da bi se početkom svibnja 1994. pretvorile u građanski rat.
Većina okršaja za vrijeme građanskog rata 1994. odvijala se po Južnom Jemenu, osim par zrakoplovskih raketnih napada na gradove Sjevernog Jemena. Južni Jemen je tražio pomoć od susjednih država i uspio dobiti pomoć u vrijednosti više milijarda dolara u opremi i novcu uglavnom iz Saudijske Arabije, koja se osjećala ugroženom od mogućeg ujedinjenog Jemena. U međuvremenu su Sjedinjene Države snažno podržavale jemensko jedinstvo i vladu iz Sane, i višektratno pozivale na prekid vatre i povratak za pregovarački stol. Sve mirovne inicijative, uključujući i onu posebnog izaslanika UN, nisu uspjele dovesti do prekida borbi.
Vodstvo Južnog Jemena proglasilo je odcjepljenje i osnivanje Demokratske Republike Jemen 21. svibnja 1994., no njih nitko iz međunarodne zajednice nije priznao. Slijedbenici bivšeg predsjednika Ali Nasira Muhameda uvelike su pomagali vladinim snagama iz Sane, tako da su secesionističke snage iz Adena pobjeđene 7. srpnja 1994. Manje točke otpora ubrzo su nakon toga ugušene, a tisuće južnjačkih čelnika i vojnih rukovodioca pobjeglo je izvan granica u egzil. Već na početku borbi predsjednik Ali Abdalah Salih najavio je opću amnestiju za sve, osim za listu 16 najviših rukovodioca Južnog Jemena, nakon tog veći dio azilanata vratio se u Jemen.
Zvučno najavljene ustaničke skupine iz Saudijske Arabije, nisu uspjele napraviti ništa značajnije po Jemenu. U međuvremenu je vlada iz Sane, pripremila optužnice protiv četiri bivša lidera Južnog Jemena;  Ali Salima al-Baidha, Hajdara Abu Bakr Al-Atasa, Abda Al-Rahmana Al-Alija Džifrija i Saliha Munasara Al-Sijalija zbog pronevjere državnog novca. Ostalima na popisu od njih 16 neformalno je dato do znanja da se mogu vratiti iskoristiti amnestiju, ali većina je ostala u egzilu. Iako su mnogi sljedbenici bivšeg predsjednika Ali Muhameda Nasira imenovani na visoke državne dužnosti (uključujući potpredsjednika, načelnika Glavnog štaba i guvernera Adena), sam Nasir Muhamed Ali ostao je u izbjeglištvu u Siriji.
Nakon građanskog rata, vođe Jemenske socijalističke stranke koji su ostali u Jemenu reorganizirali su stranku i izabrali novi Politbiro u srpnju 1994., no to im nije pomoglo vratiti stari utjecaj.
Izmjenama i dopunama Ustava iz 1994. ukinuto je Predsjedničko vijeće. Predsjednik Ali Abdalah Salih izabran je od strane parlamenta 1. listopada 1994. na mandat od 5 godina. Jemenski ustav propisao je da se predsjednik mora birati na općim izborima s najmanje dva protukandidata. Jemen je svoje prve predsjedničke izbore na kojem su birači izravno birali predsjednika održao u rujnu 1999. Izabran je Ali Abdalah Salih na mandat od 5 godina. Drugi parlamentarni izbori održani su u travnju 1997.

### Jemen nakon 2000.
Ustavnim amandmanima usvojenim u ljeto 2000. produžen je mandat predsjedniku za 2 godine (od 4 na 6), tako da su sljedeći izbori pomaknuti u 2006. Istovremeno je produžen i mandat deputatima parlamenta na 6 godina. Novim amandmanom na ustav od 20. veljače 2001. formiran je dvodomni parlament, od neke vrsti senata Vijeće Šura od 111 članova koje imenuje predsjednik i Poslaničkog doma s 301 zastupnika izabranih na općim izborima. Jemen od 2009. potresaju nove separatističke pobune koje su prerasle u građanski rat i inozemne intervencije, a nije ih zaobišlo ni arapsko proljeće.

## Vanjske poveznice
- History of Yemen (engl.)
- Geschichte des Jemen  Arhivirana inačica izvorne stranice od 5. veljače 2012. (Wayback Machine) (njem.)
- Karta Arabije od 1905-1923 s Jemenom  Arhivirana inačica izvorne stranice od 4. prosinca 2012. (Wayback Machine)
- A Dam at Marib  Arhivirana inačica izvorne stranice od 7. srpnja 2014. (Wayback Machine) (engl.)